# 저 하늘에도 슬픔이
"저 하늘에도 슬픔이"는 이윤복(1953-1990)이 초등학교 4학년 때 쓴 일기를 1964년 출판한 것이다. 1967년 출판한 "저 하늘에 이 소식을"도 있다.
세 차례 영화화되었는데, 이 가운데 김수용 감독의 1965년작 영화는 큰 흥행을 했다.

## 같이 보기
- 저 하늘에도 슬픔이 (1965년 영화)